# Pflanzenvermehrung
Pflanzenvermehrung ist ein Begriff aus dem Gartenbau, der die verschiedenen Methoden beschreibt, wie Pflanzen vervielfältigt werden können. Man unterscheidet generative und vegetative Vermehrung.

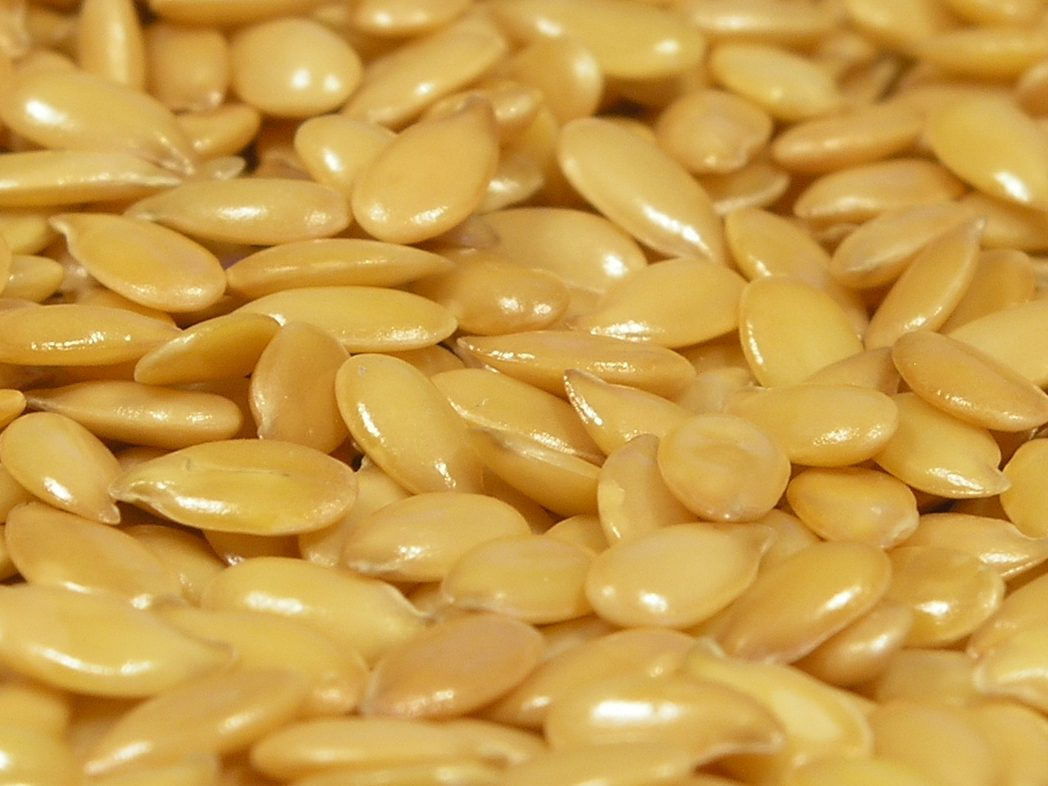
Flachssaat, die als Ausgangsmaterial für eine neue Vermehrung dienen kann

Die generative Vermehrung erfolgt durch Samen. Eine genetische Streuung ist möglich und zum Teil auch erwünscht. Die Saatgutvermehrung ist preiswert und kann in großen Stückzahlen erfolgen. Pflanzenkrankheiten oder Schädlinge können durch sie relativ schwer übertragen werden und das Saatgut ist bis auf Ausnahmen mehrere Jahre lang ohne große Keimkraftverluste lagerbar.
Neue Pflanzen, die durch generative Vermehrung entstanden sind, gleichen nicht zu 100 % den Mutterpflanzen. Die genetische Änderung kann die Qualität der Samen verschlechtern. Sie ist andererseits die Grundlage für gezielte Züchtungen.
Bei der vegetativen Vermehrung werden Teile einer Mutterpflanze zur Bewurzelung gebracht; die neu entstandene Pflanze hat die gleiche Erbgutinformation wie die Mutterpflanze. Kommerziell haben die Vermehrung über Stecklinge und durch das sog. Gewebelabor Bedeutung. Nachteil der vegetativen Vermehrung sind die hohen Kosten zur Gewinnung einer einzelnen neuen Pflanze, die Gefahr der Verschleppung von Pflanzenkrankheiten und geringere Kapazitäten als bei der generativen Vermehrung.